# 北江专区
北江专区（1949年－1950年为北江临时行政委员会），中华人民共和国广东省已撤销的专区，在今广东省北部。
1949年设北江临时行政委员会，辖韶关市及曲江、乐昌、仁化、南雄、始兴、翁源、新丰、佛冈、从化、清远、英德、阳山、连南、连山、连县、乳源16县。
1950年北江临时行政委员会改设北江专区，专署驻韶关市。同年，韶关市改由省直辖。1951年将新丰县划归东江专区。北江专区辖15县。
1952年撤销北江专区，辖县划归粤北行政区。